# Phyllanthus emblica
Phyllanthus emblica is een soort uit de familie Phyllanthaceae. Het is een loofboom die voorkomt in (sub)tropisch Azië, van het Indisch subcontinent tot in China en Indonesië. Aan de boom groeien besachtige vruchten die als voedsel gegeten kunnen worden en als traditioneel medicijn gebruikt worden.

## Synoniemen
- Cicca emblica (L.) Kurz
- Cicca macrocarpa Kurz
- Diasperus emblica (L.) Kuntze
- Diasperus pomifer (Hook.f.) Kuntze
- Dichelactina nodicaulis Hance
- Emblica arborea Raf.
- Emblica officinalis Gaertn.
- Phyllanthus mairei H.Lév.
- Phyllanthus mimosifolius Salisb.
- Phyllanthus pomifer Hook.f.
- Phyllanthus taxifolius D.Don